# Церква Святого Архистратига Михаїла (Калуш)
Церква Святого Архистратига Михаїла — одна з основних і найстаріших мурованих церков Калуша, що належить до греко-католицької єпархії. Храм зведений в 1913 році на місці старої дерев'яної церкви. На Західній Україні є ще декілька, подібних за плануванням, церков.

## Історія

### Дерев'яний храм
Попередній дерев'яний храм з цією назвою зведений у 1771. Він знаходився на вулиці Станіславській (тепер вул. С. Бандери). Тоді на церковному подвір'ї (1 га) крім храму знаходились дзвіниця та плебанія. У XVIII ст. створене церковне братство. У 1823—1832 рр. (за іншою версією в 1782) при церкві відкрито парафіяльну школу, 5 червня 1848 біля церкви після Богослужіння проведено Віче, яке відкрив о. М. Коблянський і розповів про скасування панщини та створення у Львові Головної Руської Ради, закликав міщан обирати зі свого середовища членів філії — Калуського осередку Головної руської ради. Перший короткий опис храму зробив В. Навроцький у 1884 р. Парохами давньої церкви були о. В. Бобикевич (до 1850), о. Ю. Величковський (1850—1864), о. І. Губчак (1864—1893), о. К. Левицький (1893, тимчасовий завідатель), о. В. Петрушевич (з 1894). Найвідоміші священнослужителі-сотрудники старої церкви: о. І. Гордзієвський (1854-79), о. І. Козак (1882-87), о. В. Вахнянин (1888-92), о. Д. Романовський (1892—1990), о. М. Струтинський (1990-92), о. В. Тисовський (1902-09), о. В. Бачинський (1910-12), о. В. Яцишин (1909).
Іконостас та вівтарі з калуського храму передано церкві Св. Василія Великого у с. Довга Калуська, а будівельні матеріали використані при відбудові знищеної вогнем сільської церкви. Місце де була стара церква закупили брати Фельчинські (відомі у Європі майстри виливання дзвонів; збудувавши там власний будинок, а згодом — молочарню; на місці престолу закопали хрест. До сьогодні збереглося берегове укріплення місця, де стояла церква (з північної сторони ділянки) проти зсуву ґрунту.

### Будівництво
Зі зростанням кількості мешканців міста виникла потреба будівництва нової церкви. За основу взято проєкт Преображення Господнього у Львові. Втілив проєкт Т. Мельничук (1910-13). Ініціаторами та сподвижниками будівництва нової церкви були о. В. Петрушевич та Т. Пітулей за сприянням Митрополита А. Шептицького.
З 1910 по 1913 рік велася будова нової церкви святого Архангела Михаїла у Калуші. Побудова нового храму визрівала сама по собі, адже парафія збільшувалася, і старенька церква (1771 року), хоч і вміщувала ще всіх парохіян, але, як влучно зауважив тоді організатор будівництва церкви Тимофій Пітулей: «В яку церкву підуть наші внуки і правнуки?». Золоті слова, які переросли у справу!
Нову церкву з ініціативи пароха о. Володимира Петрушевича та Тимофія Пітулея, за проєктом Василя Нагірного, будівничого Теодора Мельничука, за благословенням митрополита Кир Андрея Шептицького збудовано і в урочистій обстановці було освячено 21 листопада 1913 року деканом Калуським о. Дмитром Рожановським у присутності 5000 тисяч людей. Тоді ж створено церковний комітет у складі пароха о. В. Петрушевича (голова), Ф. Полюшинського (заступник), І. Куровця (почесний член). Храм благословенний мощами єрусалимського священомученика.
Храм збудований у традиційному Візантійському стилі з 3 навами, малим притвором. Автор цього храму — Василь Нагірний, відомий архітектор Західної України, початку ХХ століття, засновник кооперативного руху в Галичині, зодчий понад двохсот храмів Галичини.
На території храму була розташована церковна дзвіниця. Дзвіниця функціонувала приблизно з 1913 року, заново перебудована 1927 перед церквою з правого боку. У перші роки своєї діяльності церква володіла чотирма меншими і одним великим дзвонами, виготовленими у ливарні братів Фельчинських.

### 1914—1991
Під час Першої світової війни церква зазнала руйнувань. У Реєстровій книзі та Шематизмі записано інформацію про вибухи біля дверей храму у травні 1915, пошкодження бані, даху, вікон, цоколя та знищення помешкання пароха у травні 1917 після вторгнення росіян. 5 серпня 1916 року 5 давніх дзвонів (діаметром 115, 65, 55, 50, 45, вагою 890, 125, 80, 60, 46 кг, виготовлені 1876, 1748, 1748, 1693, 1769 рр.) були конфісковані австрійським військовими. Після війни польська влада отримала від Австрії компенсацію за дзвони, але громаді грошей не перерахувала. У 1919 з пожертв парафіян майстри Фельчинські виготовили нові дзвони. Восени 1943 року окупаційна німецька влада конфіскувала всі дзвони в Калуші.
При храмі діяли організації: Братство і Сестринство Найсвятіших Таїн, калуська філія Товариства Св. Ап. Павла (з 1910), Апостольство Молитви (з 1914). В другій половині 1940-х більшовики припинили діяльність цих організацій.
В 1946 році церква перейшла під керівництво РПЦ, а в 1990 відновила свою належність до УГКЦ. Священики-підпільники оо. М. Петраш (ректор підпільної духовної семінарії у Івано-Франківську) та М. Матійців (підпільно проводив душпастирську працю), О.-М. Пітулей (підпільно висвячений) за відмову перейти у православ'я були заслані на каторжні роботи до Сибіру, звільнені у 1956-57 рр.

## Сучасність
У 1992 при церкві почали функціонувати: Спілка християнського відродження, Спілка Католицької Молоді; гуртки Матері Божої Неустанної Помочі. Працює недільна школа, консультаційно-допомоговий Центр «Солідарність» єпархіальної служби «Карітас». Відновили діяльність: Марійська Дружина, Апостольство Молитви.
Святкування ювілею калуського храму у 2013 році тривало впродовж усього року. Проте, у листопаді, коли 1913 року, власне, і був освячений новозведений храм, було заплановано найбільше заходів. Для цього готувалася і християнська громада, і працівники культури, освіти і — влада міста.
На облаштування церкви до ювілею Калуська міська рада ухвалила рішення виділити храмові 30 тис. гривень. Крім того, в квітні відбувалися засідання спеціально створеної комісії, яка готувала відзначення цієї дати. А напередодні на перехресті вул. Дзвонарської і Підвальної з'явився біг-борд із нагадуванням калушанам про 100-річчя храму.
Зокрема, у листопада 2013, у ПК «Юність» відбулася святочна академія. А 20 листопада було заплановано проведення великого «круглого столу» дослідників історії церкви.
Наразі храм залишається одним із головних християнських осердь міста. Там служить п'ятеро отців, а громада прихожан — одна із найбільш чисельних у місті. На долю цього храму випало не тільки увібрати у себе енергетику вдячних молитов людей і розпачливих просьб про допомогу, але — і стати прихистком для людей у чи не найбільш складне століття. Храм руйнували і відновлювали, обкрадали і перебудовували. Своїм перебуванням його звеличували люди, чиї імена золотою стрічкою уписані в історію християнства України. Тож, це місце назавжди для Калуша буде святим. Назавжди — особливим. Тепер храм реставрується.

## Архітектура

### Екстер'єр
Церква збудована в традиційному візантійському стилі з 3 навами та малим притвором, дах увінчаний 5 банями на восьмигранних підбанниках з однією апсидою. Фасад будівлі прикрашений гутами, краплями, іншими декоративними формами. Особливо красивий портал храму, з обох сторін якого знаходяться 2 колони, увінчані вежами у формі малих куполів.
Меморіальна дошка борцям за волю України, які загинули в 1914—1920 рр. Встановлена на фасаді з права від центрального входу. Виготовлена з чорного базальту, на якому вигравірувано: «БОРЦЯМ ЗА ВОЛЮ УКРАЇНИ 1914—1920»
Цей напис на тильній стороні пам'яткоохоронної таблиці виявлено під час реставрації церкви, що проводився до 1000-ліття Хрещення Русі. За припущеннями експертів меморіальна дошка могла бути встановлена в 1930-х рр та за більшовицького тоталітарного режиму реконструйована в пам'яткоохоронну таблицю.

### Інтер'єр
Інтер'єр церкви відзначається багатством просторових рішень. Центральна нава веде від притвору до іконостасу, перед яким розташована середньої величини солея, віддалена від основного обсягу храму балюстрадою. Обабіч головної нави простягаються 2 бічні, відділені від центральної стінами, прикрашеними розписами та по кутах пілястрами. Бічні нави закінчуються вівтарями і престолами — Господа Ісуса Христа та Пречистої Діви Марії, що ще називають вівтарем Св. Параскевії П'ятниці (за центральним образом — зображення святої). Вівтарний простір — це півкругла апсида, в центрі якої розміщений престіл зі всіма необхідними атрибутами.
За престолом є горне місце і вівтар, за формою традиційний для греко-католицьких храмів. Обабіч престолу — проскомидійник. У центрі — великий настінний образ Св. Арх. Михаїла, по боках від нього образи ангелів.
Ліворуч від вівтаря вхід в ризницю, а праворуч — в захристію.
Іконостас і бічні вівтарі — це найкраща оздоба і святиня храму. Як малярські роботи, так і різьба виконані у стилі класицизму, хоча у ній вловлюються стильові елементи бароко (акантовий лист), рококо. У різьбленні зберігаються також суто канонічні елементи -виноградна лоза тощо.
Іконостас повний щодо кількості ярусів (5 — цілком канонічна кількість). Він створений у формі арки, починаючи від святкового ряду. Образи іконостасу і бічних вівтарів відносяться до більш пізнього періоду, намальовані олійними фарбами на полотні.
Бічні вівтарі складаються з 3-х вертикальних частин, увінчаних арками. Вівтарі оздоблені декоративними і сакральними образами подій з життя Господа Ісуса Христа та Пречистої Діви Марії, скульптурними образами ангелів. На обох вівтарях знаходяться кивоти, що увінчуються також скульптурними образами ангелів. Наступний ряд ікон із зображеннями Ісуса Христа та Пречистої Діви Марії по центру та образами «Благовіщення», «Різдво Ісуса Христа» на вівтарі Матері Божої, «Молитва в Гетсиманському саду», «Хрещення Ісуса» на вівтарі Христа. За центральними образами знаходяться скульптурна ікона Ісуса, який іде на Голгофу та образ Св. Параскевії П'ятниці. Увінчують вівтарі скульптурні ікони «Усікновення голови Івана Хрестителя», «Діва Марія з Ісусом на руках».
Дещо іншим є вівтар Різдва Христового, що знаходиться у захристії. Він виготовлений у XVIII ст. у стилі західного бароко. На вівтарі знаходяться образи пізнього періоду «Різдво Христове» та «Жертвоприношення Авраама». Проте в них відчуваються деякі риси ранньої ікони. Увінчують вівтар різьблені скульптури Святих Кирила і Методія, ангела та Бога — Творця Всесвіту.
Настінні розписи у храмі Святого Архистратига Михаїла виконували Михайло Осінчук та Павло Ковжун у 1936—1938 роках, за пароха о. Володимира Тисовського. Це високохудожні твори написані у стилі модерну, хоча окремі мотиви взяті з попередніх стилів — бароко, класицизму та інших. Декоративні композиції виконані у яскравих тонах різноманітної рослинної та тваринної орнаментики. Також у розписах використано багато елементів символізму.
Склепіння храму розмальоване у формі зоряного неба із образами ангелів на цьому фоні. Внутрішня сторона центральної бані розписана у традиційному візантійському стилі. Увінчується зображенням голуба (символ Святого Духа) та хрестом, на чотирьох сторонах зображення звірів-символів святих Євангелістів, на підбаннику образи Ангелів-Шестикрилів. Нижче ікони «Різдво Пречистої Діви Марії», «Різдво Господа Ісуса Христа», «Хрещення Ісуса Христа», «Розп'яття», образи Святих Євангелістів Матвія, Марка, Луки, Івана, текст молитви «Отче наш» старослов'янською мовою, образи-символи (всебачаче око, всечуюче вухо тощо).
На стінах храму намальовані ікони: по центру — Св. Катерини, Св. Олени, Св. Дмитрія, Св. Юрія; ліворуч — Св. Ірини, Св. Йосафата, Св. Йосифа-Обручника; праворуч — Св. Івана-Хрестителя, Св. Кирила, Св. Методія.

### Церковне подвір'я
На території храму розташована церковна дзвіниця.
Місійний хрест (1993) встановлений в знак виходу греко-католицької церкви з підпілля. Свята місія проводилось місіонером ЧСВВ з Бразилії о. Августином Діткуном, завершував місію правлячий архієрей Софрон Дмитерко. В час місії калуського декана о. Б. Бігуна удостоєно митрофорного титулу протоієрея. Розміщений з ліва перед центральним входом до храму. Виготовлений з квадратно окантованого дуба. До хреста прикріплена металева таблиця на якій вигравірувано:
«ПАМ'ЯТКА Місії В Калуші року Божого 21-25 липня 1993»
Хрест увінчано металевим тризубом, а на поперечині прикріплено металеві букви «З НАМИ БОГ». Хрест металевий художньо оздоблений, вилитий з чавуну. За спогадами В.Коломийця (кахетит церкви) був центральним хрестом цвинтаря, який в XIX ст. розташовувався на території теперішньої церкви. В перші роки після спорудження церкви хрест стояв на місці теперішньої Оранти-Богоматері, згодом перевстановлений на гранчастий бетонний постамент, що споруджено перед храмом з правої сторони від центрального входу. На хресті невелике розп'яття Ісуса. Над розп'яттям табличка з написом «І. Н. ІД. І.» Нижче розп'яття — овальна металева пластина обрамлена лавровим вінком, можливо колись на ній був напис. В основі хреста — ангел, що молиться, клякнувши на одне коліно.
Хрест-стела на честь 1000-ліття Хрещення України (1988). Стела виготовлена з чорного мармуру (граніту) та увінчана мармуровим хрестом. Споруджено на бетонному подіумі.
На мармурі відчеканений напис:
«ХРЕСТ поставлений в пам'ять святкування 1000 ліття Хрещення Київської Русі 988—1988»
Скульптурно-архітектурна споруда Оранти-Богоматері (архітектор П. Пострільоний, скульптор І. Семак) покрови і заступництва парохіан церкви споруджено 10.08.1993 при фінансовому сприянні родини Маслей. Криницю з невеличким фонтаном для освячення води збудовано силами церковного братства. Проєкт схвалений Сакральною комісією за благословенням Владики Софрона Мудрого.
Скульптура Оранти-Богоматері, в лоні якої барельєф малого Ісуса, розміщена під опуклим куполом з металевою фігурною аркою. До скульптурної композиції примикає криниця, облицьована керамічною плиткою (пожертвувана Б. Пасічником).
Ідея створення скульптури о. М.Бігуна, настоятель церкви св. архистратига Михаїла